# Cuenca de Santos

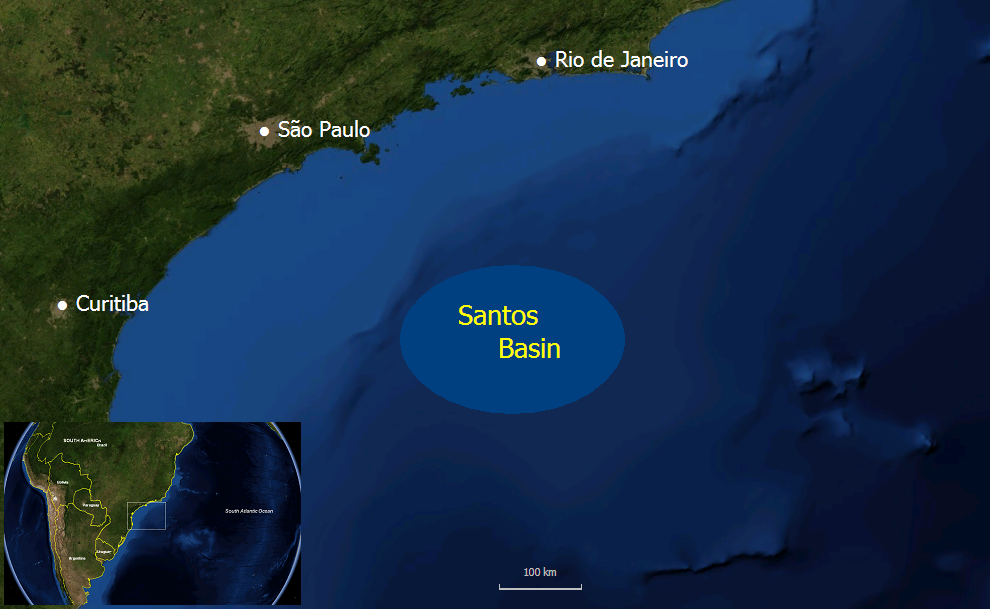
Ubicación de la cuenca de Santos.

La cuenca de Santos es un campo petrolífero de 352.260 km², ubicado en el océano Atlántico, a unos 300 km al sureste de São Paulo, Brasil. Es una de las cuencas oceánicas más grandes del país, y comprende varias áreas de explotación y exploración de reservas de petróleo.

## Áreas de interés petrolífero
- Tupí: localizado a 250 km de la costa del estado de Río de Janeiro, con reservas estimadas entre 5 y 8 billones de barriles de petróleo de alta calidad, además de gas natural.

- Merluza: localizado a 200 km de Santos, es responsable por la producción de 1,2 millones de metros cúbicos por día de gas y 1600 barriles por día de condensado. Se prevé una ampliación de su exploración, de modo que en 2010 produzca de 9 a 10 millones de m³/día de gas, petróleo y condensado.

- Mexilhão: se ubica a 140 km de São Sebastião y se prevé una producción de 15 millones de metros cúbicos por día de gas y 20 mil barriles por día de petróleo y condensado. Se estima que en el segundo semestre de 2008 serán producidos 8 a 9 millones de metros cúbicos por día de gas y estará en plena producción a partir de 2010.

- BS-500: localizado a 160 km de la ciudad de Río de Janeiro, tiene estimaciones productivas futuras de 20 millones de metros cúbicos por día de gas y de 150 a 200 mil barriles por día de petróleo.

- Sur: ubicado a 200 km de la costa de los estados de São Paulo, Paraná y Santa Catarina. Actualmente produce 9 mil barriles por día de petróleo. Se prevé para el futuro una producción de 140 mil barriles por día de petróleo y de 3 millones de metros cúbicos por día de gas.

- Centro: localizado a 250 km de la costa de los estados de São Paulo y Río de Janeiro, se encuentra en fase exploratoria.

- Júpiter:: descubierto en 2008, ubicado a 290 km de Río de Janeiro, se encuentra en fase exploratoria.

- Carioca: descubierto en 2008, se encuentra en fase de exploratoria.